# 河壩頭宋墓群
河壩頭宋墓群位於四川省瀘州市瀘縣，文物遺址年代判定為宋。2002年12月27日公佈為四川省第六批省級文物保護單位。